# 상암초등학교
상암초등학교는 대한민국 전라남도 여수시에 있는 공립 초등학교이다.

## 학교 연혁
- 1934년 4월 1일 중흥공립보통학교 하도간이학교 설립인가
- 1942년 4월 25일 상암국민학교 승격
- 1969년 9월 12일 신덕분교장 개교
- 1982년 3월 1일 병설유치원 개원
- 1995년 9월 1일 신덕분교장 편입
- 2000년 3월 1일 상암초등학교로 교명 변경
- 2009년 3월 1일 신덕분교장 폐교
- 2012. 03. 01 묘도분교장 편입
- 2015. 03. 01 제31대 오만기 교장 취임

## 참고 자료
- 상암초등학교 - 한국교육학술정보원 학교알리미